# 醋酸炔诺酮
醋酸炔诺酮（或称为炔诺酮乙酸酯，英語： 或 norethindrone acetate，缩写NETA，商品名有Primolut-Nor等）是一种有机化合物，分子式为C22H28O3，属于孕激素类药物，能用作复合口服避孕药，也作为婦科病激素替代療法药物。